# Варе отварање
Овај чланак користи алгебарску шаховску нотацију како би се описали шаховски потези.
Варе отварање, познато и као Медов Хеј отварање, је непраавилно шаховско отаврање за бијелога које почиње потезом:
1. а4
Отварање је добило име по Престону Вареу, америчком шахисти који је често играо неуобичајена отварања. Варе отварање се сматра неправилним отварањем; класификовано је под ознаком А00 у Енциклопедији шаховских отварања.

## Идеја за отварање
Варе отварање напада б5 поље и припрема се за увођење а1 топа у игру. Поље б5 није битао и ако црни игра 1. е5, ф8-ловац за сада спречава развој бијелог топа. Одговор 1. е5 такође добија простор за црнога у центру, типичан циљ већине отвора, али тај циљ је занемарен од Варе отварања. Имајући у виду све ово, варе отварање обично виде само потпуно нови играчи у шаху.
Искусни играч који користи варе отварање обично ће добити одговор од 1. д5 или 1. е5 са 2. д4 односно 2. е4, пошто овдје обрнута скандинавка или енглунд гамбит не би били звучни. Послије 1. д5 2. Сф3, 2. Сф6 се препоручује, јер обрнути Фајаровиц може настати након 2. ц5 3.е4 !? дхе4 4. Се5 гдје а4 има неку корист.  У неком тренутку ће се одиграти потез а5, праћен од Та4 (на што Та3 ?? позове. . . Лха3 напушта црнога за размјену ).
На Свјетском блиц првенству 2012. године 1.а4 је као мала шала ограна од стране Магнуса Карлсена против Темјура Раџабова, који му је током првенства у блицу двије године раније рекао „Сви се умарају. Такође можете почети са 1.а4 и још увек их можете победити. " Игра се убрзо претворила у својеврсну игру четири скакача у којој је Карлсен коначно превладао. 

## Варијанте
Постоји неколико именованих варијанти варе отварања. Најпознатији од њих су:
- 1 ... е5 2. а5 д5 3. е3 ф5 4. а6 ( Варе гамбит ). [3] У овој варијанти, бијели покушава да створи отворену а-колону у замкену за пјешака.
- 1 ... е5 2. х4 ( Рак варијанта ). Ово не помаже бијеломе, али умјесто тога још више слаби његов положај.
- 1 ... б6 2. д4 д5 3. Сц3 Сд7 (Келн гамбит ). [4]
- 1 ... б5 2.ахб5 Лб7 (Винг гамбит варе отварања).
- 1 ... а5 ( симетрична варијанта )